# هيلين لي (صحفية)
هيلين لي (بالفرنسية: Hélène Lee)‏ هي صحفية فرنسية، ولدت في القرن العشرين.